# Euproctis hampsoni
Euproctis hampsoni är en fjärilsart som beskrevs av Swinhoe 1903. Euproctis hampsoni ingår i släktet Euproctis och familjen tofsspinnare. Inga underarter finns listade i Catalogue of Life.